# Ponte d'Aparo
Ponte d'Aparo è una località agricola del Salento, al confine fra il comune di Vernole e il comune di Melendugno ed una delle zone con la più alta concentrazione di uliveti della provincia di Lecce.

## Storia
Testimonianze dei comuni di Vernole e di Melendugno dimostrano come fino agli anni 60, la principale attività economica dei paesi fosse rappresentata proprio dalla raccolta delle olive nelle zone dell'Aparo. Le olive raccolte nella zona venivano portate, per mezzo di carri trainati da muli, nei trappeti allora collocati nelle piazze dei centri abitati.
Insieme alla raccolta delle olive, a Ponte d'Aparo vi era un grosso allevamento di api (da lì il nome Aparo). Quando nel 1963 venne costruita la strada provinciale 1, che collega Lecce a Otranto, la zona dell'Aparo ha rappresentato il punto di confine fra Vernole e Melendugno, assumendo così la nomina di "ponte", in quanto collega i due paesi. La costruzione di tale strada portò però alla disgregazione dell'Aparo e l'allevamento di api venne totalmente abbattuto, lasciando così al territorio solo il nome.

## Economia
Ogni anno da Ponte d'Aparo vengono asportate oltre seicento tonnellate di olive da olio, producendo oltre settecento ettolitri di olio vergine ed extravergine d'oliva. Nei mesi di dicembre e di gennaio la produzione di olio d'oliva rappresenta la principale risorsa economica di Melendugno e di Vernole.
Nel periodo estivo le campagne di Ponte d'Aparo sono attraversate da centinaia di turisti diretti verso la costa adriatica, data la vicinanza del centro alle marine di San Foca e Torre dell'Orso.